# Tyrone Brazelton
Tyrone Brazelton (* 30. März 1986 in Chicago, Illinois) ist ein US-amerikanischer Basketballspieler. Nach dem Studium in seinem Heimatland wurde Brazelton 2008 Profi in Europa und spielte zunächst in Lettland und Polen, wo er mit Asseco Prokom Sopot 2009 die Meisterschaft gewann. Nach einem Kreuzbandriss hatte er Anfang 2011 sein „Comeback“ in Deutschland, wo er für die Eisbären Bremerhaven und den Nürnberger BC spielte, unterbrochen von einem Engagement in der NBA Development League (D-League) für die Erie BayHawks. Anschließend spielte er in der Ukraine, Iran, Litauen, Belarus, Türkei und Frankreich, in das er im Dezember 2015 zurückkehrte und seitdem für BCM Gravelines spielt.

## Karriere
Brazelton ging 2004 zum Studium an das „Community College“ der Southwest Missouri State University at West Plains (SMSU), wo er für die Hochschulmannschaft Grizzlies in der „National Junior Collegiate Athletic Association“ (NJCAA) spielte. Am Ende seines zweijährigen Studiums wurde er 2006 zum „Player of the Year“ seiner Conference und in die Auswahl der fünf besten Spieler des Jahres in der NJCAA („NJCAA First Team All-American“) gewählt. Zudem nahm ihn das College 2011 in die „Sports Hall of Fame“ (deutsch Ruhmeshalle des Sports) der Hochschule auf. Anschließend setzte Brazelton 2006 sein Studium an der Western Kentucky University in Bowling Green (Kentucky) fort, wo er für die Hochschulmannschaft Hilltoppers unter anderem zusammen mit Courtney Lee spielte und 2008 die Meisterschaft der Sun Belt Conference gewann. In der anschließenden landesweiten Endrunde der NCAA erreichte man die Achtelfinalrunde Sweet Sixteen, in der man gegen die UCLA Bruins verlor.
Nach dem Ende seines Studiums 2008 begann Brazelton eine Karriere als Profi und unterschrieb einen Vertrag beim Verein aus dem lettischen Ventspils. Im Januar 2009 wechselte er zum polnischen Meister Asseco Prokom aus Sopot, mit dem er den Meisterschaftstitel 2009 verteidigte. Der Verein änderte anschließend seinen Sitz nach Gdynia und entließ Brazelton Mitte November 2009 sechs Wochen nach Beginn der folgenden Saison aus seinem Vertrag, der sich daraufhin dem polnischen Ligakonkurrenten Energa Czarni aus Słupsk anschloss. In den Play-offs um die Meisterschaft, in denen Czarni anschließend gegen Brazelton ehemaligen Verein und Titelverteidiger Asseco Prokom ausschied, erlitt Brazelton einen Kreuzbandriss und fiel mehrere Monate aus.
Im Januar 2011 hatte Brazelton ein Probetraining beim deutschen Erstligisten Eisbären aus Bremerhaven, die ihn anschließend für den Rest der Spielzeit unter Vertrag nahmen. Hier bekam er jedoch erneut Verletzungsprobleme und absolvierte nur acht Spiele in der höchsten deutschen Spielklasse Basketball-Bundesliga, worauf sein Landsmann Terrell Everett nachverpflichtet wurde, der zuvor ebenfalls sein Studium an der SMSU in West Plains (Missouri) begonnen hatte. In der folgenden Spielzeit schloss er sich schließlich Anfang 2012 den Erie BayHawks in der D-League an, mit denen er in der ersten Runde der Play-offs gegen den späteren Meister Austin Toros ausschied. Für die folgende Spielzeit 2012/13 bekam er dann ein Engagement beim Basketballklub aus Nürnberg in der zweiten deutschen Spielklasse ProA. Nach sechs Wochen und neun Einsätzen wechselte er im November 2012 jedoch erneut den Verein, um ein besser dotiertes Angebot für den Verein aus Odessa in der Basketball Superliga Ukraine anzunehmen. Nachdem diese als Tabellendrittletzter am Ende der Saison die Play-offs um die Meisterschaft verpassten, wechselte Brazelton in den Iran zu Petrochimi aus Bandar-e Imam Chomeini, die einen Monat zuvor die Meisterschaft gewonnen hatten.
In der folgenden Saison 2013/14 spielte Brazelton zunächst in der Lietuvos krepšinio lyga für Nevėžis aus Kėdainiai und zu Jahresbeginn 2014 für drei Monate für den belarussischen Verein Zmoki aus Minsk, bevor er im April 2014 in die litauische Liga zurückkehrte und die Saison bei Neptūnas aus Klaipėda beendete, die überraschenderweise in die Finalserie um die Meisterschaft einzogen. Zwar verlor die Mannschaft die Finalserie gegen Titelverteidiger Žalgiris Kaunas, doch als Vizemeister qualifizierte sich damit auch erstmals für den höchstrangigen europäischen Vereinswettbewerb Euroleague. Brazelton zog jedoch weiter und spielte stattdessen in der Saison 2014/15 im französischen Le Havre für Saint-Thomas Basket in der LNB Pro B. Erstmals seit 2008 konnte sich der Verein in der LNB Pro A 2014/15 als Hauptrundensechster für die Play-offs um die französische Meisterschaft qualifizieren, in denen man in der ersten Runde dem Titelverteidiger Limoges CSP unterlag. Die Saison 2015/16 begann Brazelton in der Türkiye Basketbol Ligi für Torku aus Konya. Zum Jahresende 2015 kehrte er jedoch erneut nach Frankreich zurück und spielte wieder am Ärmelkanal, diesmal jedoch für BCM Gravelines aus Dünkirchen.